# Alejandro Sequeira
Giovanni Alejandro Sequeira Solano (San José, 27 aprile 1975) è un ex calciatore costaricano, di ruolo attaccante.

## Biografia
Sequeira è sposato con Mileska Marín e insieme hanno due figli, Alejandro e Sebastián. Nel 2006, ha superato l'alcolismo dopo che sua moglie ha minacciato di divorziare da lui.
Anche suo fratello Douglas Sequeira ha giocato nella nazionale costaricana.

## Carriera

### Club
Sequeira ha iniziato a giocare nel 1995 con il Saprissa, successivamente ha giocato in patria con Santa Bárbara, Cartaginés, Brujas e Carmelita, dopodiché si è trasferito all'estero giocando con varie squadre, in Guatemala nel Cobán Imperial, negli Stati Uniti con i Tampa Bay Mutiny e i San Jose Clash, in Grecia con il Proodeftiki e ad El Salvador con l'Águila.
È ritornato al Saprissa nel gennaio 2010 prima di trasferirsi all'Orión Desamparados nel maggio 2011 dove ha chiuso la sua carriera nel luglio 2011.
Con il Saprissa, ha vinto il titolo di capocannoniere del Verano 2010. L'anno prima, ha realizzato il suo 100º gol nella massima serie costaricana, con la Ramonense, chiudendo la stagione con 130 gol fatti in carriera.

### Nazionale
Sequeira ha fatto il suo esordio con la nazionale costaricana nel gennaio 1999 in un'amichevole contro l'Ecuador e ha giocato la sua seconda e ultima partita in nazionale 10 anni dopo, nel settembre 2009, contro El Salvador, in un incontro valido per le qualificazioni al campionato mondiale di calcio 2010.